# Are You Gonna Go My Way (canção de Lenny Kravitz)
"Are You Gonna Go My Way" é também um single de Lenny Kravitz lançado em 1993. No Brasil foi certificado com Disco de Diamante pelos mais de 500 mil downloads pagos, segundo a ABPD.